# Seigneurie de l'Île-de-Montréal
Ne doit pas être confondu avec Seigneurie de Montréal.
La seigneurie de l'Île-de-Montréal était une seigneurie du Canada, de 1636 à 1859, comprenant toute l'île. 

## Histoire
En 1636, la totalité de l'île de Montréal est concédée en seigneurie à Jean de Lauson. En 1640, la seigneurie est acquise par la Société de Notre-Dame de Montréal (ou Compagnie des Associés pour la Conversion des Sauvages), une société pieuse formée dans le but d'établir une colonie de peuplement à cet endroit et d'évangéliser les Autochtones. Le 9 mars 1663, la seigneurie est donnée au Séminaire de Saint-Sulpice de Paris. 

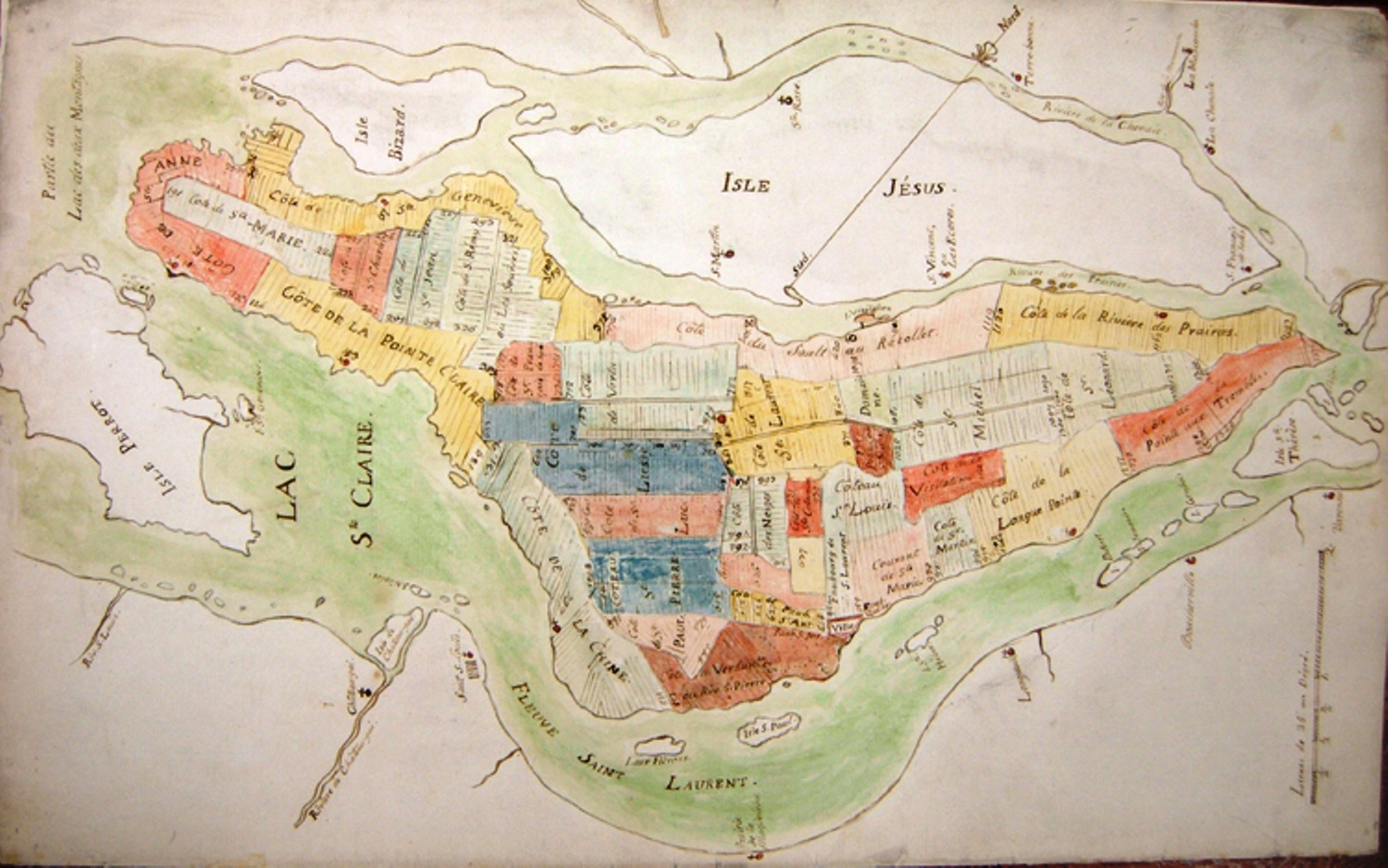
Plan des côtes de l'île de Montréal montrant l'île de Montréal divisée en côtes avec différentes couleurs, ainsi que les paroisses de l'île Jésus et des rives Nord et Sud du fleuve Saint-Laurent.

Pour assurer le peuplement du territoire, les Sulpiciens divisent l'île en « côtes », un ensemble de terres comptant une série de concessions. Les premières côtes apparaissent sur le bord du fleuve Saint-Laurent, en aval et en amont de Ville-Marie. Le terme «  côte » sera encore utilisé quand, vers 1700, on commence à concéder des terres à l'intérieur de l'île. 
Après la cession de la Nouvelle-France à la Grande-Bretagne, en 1763, les Sulpiciens du Séminaire de Saint-Sulpice de Montréal en demeurèrent possesseurs et demeurèrent ainsi les seigneurs de Montréal jusqu'à l'abolition de la seigneurie en 1859.
De 1763 à 1840, la seigneurie de l'Île-de-Montréal est au centre d'un débat acharné, car une partie importante des marchands britanniques réclament avec insistance du gouvernement britannique qu'il dépossède les Sulpiciens de la seigneurie. Toutefois, les autorités britanniques se trouvent dans une position délicate sur cette question entre les exigences des marchands et les Sulpiciens, ces derniers prêchant la loyauté à l'Empire britannique auprès de la population de la colonie. Il en résulte une longue période d'incertitude juridique sur le statut de la seigneurie, pendant laquelle les autorités, sans trancher sur le fond de la question, laissent néanmoins les Sulpiciens en possession de la seigneurie. Les événements de 1837-1838 firent pencher les autorités en faveur des Sulpiciens, car ceux-ci font preuve d'un zèle particulier dans leur collaboration avec le gouvernement colonial pour contrer le mouvement démocratique des Patriotes.
En même temps, les mécanismes du régime seigneurial deviennent inadaptés au territoire de plus en plus urbanisé de l'île de Montréal, en particulier le droit de lods et ventes, en vertu duquel les Sulpiciens, en tant que seigneurs, perçoivent une redevance sur chaque vente de terrain qui s'effectue dans la seigneurie. Des négociations entre le gouvernement et les Sulpiciens conduisent à une entente par laquelle d'une part les droits seigneuriaux des Sulpiciens seraient officiellement reconnus mais d'autre part on initierait un mécanisme d'abolition volontaire de ces droits seigneuriaux moyennant une certaine compensation.
En 1840, une ordonnance des autorités coloniales confirme les droits des Sulpiciens sur la seigneurie et institue un mécanisme de commutation du régime de tenure des terrains selon lequel les tenanciers qui en feraient la demande pourraient obtenir l'abolition du régime seigneurial sur leur terrain en échange du paiement aux Sulpiciens d'un droit de commutation. Compte tenu de l'existence de ce régime de commutation particulier en place pour la seigneurie de l'Île-de-Montréal, la loi générale de 1854 sur l'abolition obligatoire du régime seigneurial au Canada ne s'applique pas à cette seigneurie. Toutefois, une loi ultérieure de 1859 en rend les principes essentiels également applicables à la seigneurie de l'Île-de-Montréal.

## Arrière-fiefs
Les seigneurs de l'Île-de-Montréal concédèrent plusieurs arrière-fiefs, de superficie relativement restreinte. Ce furent :
- Le fief Belestre : concédé en 1674 à Pierre Picoté de Belestre dans le quartier Sainte-Marie.
- Le fief Bellevue ou fief Saint-Germain : concédé le 30 juillet 1672 à Louis de Barthe, sieur de Chali, et à Gabriel de Barthe, sieur de la Joubardière. Ce fief était situé près de la pointe ouest de l'île. Il a donné son nom à la ville de Sainte-Anne-de-Bellevue. En 1837, il appartenait à Simon Fraser[3]. Son manoir seigneurial est classé monument historique en 1962[4].
- La fief Blainville : concédé en 1692 à Jean-Baptiste Céloron de Blainville.
- Le fief Boisbriand ou fief Senneville : concédé mais par la suite réuni au domaine de l'Île-de-Montréal. Il était lui aussi situé près de la pointe ouest de l'île. Il a donné son nom à la municipalité de Senneville.
- Le fief Bransat ou fief La Gauchetière : concédé le 12 décembre 1665 à madame Jean-Baptiste Migeon de Bransac et au sieur Jean-Baptiste Migeon de Bransac. C'était une étroite bande de terre de 2 arpents sur 90 arpents, située immédiatement à l'est du fief Closse. En 1837, le seigneur de La Gauchetière était Toussaint Pothier[3]. En 1842, il est acquis par Joseph Bourret, Louis-Hippolyte La Fontaine et Pierre Beaubien[5].
- Le fief Brucy.
- Le fief Carion : concédé en 1671 à Philippe Carion[6]. En 1711, il est vendu au Séminaire de Saint-Sulpice et donc réintégré à la seigneurie de l'Île-de-Montréal.
- Le fief Charon : concédé en 1688 à François Charon.
- Le fief Closse : concédé le 12 février 1658 à Lambert Closse et le 27 juin 1672 à demoiselle Migeon, veuve Closse. Il s'agissait d'une étroite bande de terre de 2 arpents sur 45 arpents, située le long de la grande rue du faubourg Saint-Laurent, à l'est de celle-ci, et à partir de la petite rivière en s'étendant vers le nord. En 1837, il appartenait aux héritiers de Pierre Foretier[3]. En 1845, le fief Closse est acquis par Theodore Hart[7].
- Le fief Hautmesnil : concédé en 1665 à Jean-Vincent Philippe de Hautmesnil[8].
- Le fief Lachine ou fief Milot : concédé en 1667 à René-Robert Cavelier de La Salle[9], vendu en 1669 à Jean Milot[10]. Il a donné son nom à l'arrondissement de Lachine.
- Le fief La Madeleine : concédé en 1672 à Charles-Joseph d'Ailleboust des Musseaux et situé sur la côte Saint-François-de-Sales (Longue-Pointe).
- Le fief Morel : concédé le 8 décembre 1661 à Paul Morel de Sainte-Hélène. Il était situé vers le nord-est de l'île, donnant sur la rivière des Prairies. En 1837, il appartenait au capitaine de milice Jean-Baptiste Chevaudier dit Lépine[3], mais il est acquis la même année par Antoine-Olivier Berthelet[11].
- Le fief Nazareth : concédé le 8 août 1654 en fief aux pauvres dépendant de l'Hôtel-Dieu de Montréal (superficie de 100 arpents). En 1837, le seigneur de Nazareth était John Samuel McCord[3].
- Le fief Pointe-Saint-Charles : concédé en 1654 à Charles Le Moyne. Il a donné son nom au quartier Pointe-Saint-Charles.
- Le fief Robutel.
- Le fief Saint-Augustin : concédé le 8 mars 1650 et le 23 novembre 1660 aux pauvres dépendant de l'Hôtel-Dieu de Montréal (superficie de 400 arpents).
- Le fief Saint-Joseph : concédé le 23 décembre 1659 aux religieuses hospitalières de Saint-Joseph de l'Hôtel-Dieu de Montréal (superficie de 200 arpents).
- Le fief Verdun : concédé en 1671 à Zacharie Dupuis[12]. Deux ans plus tard, il le donne à la congrégation de Notre-Dame de Montréal[13]. En 1734, il est aboli et réintégré à la seigneurie de l'Île-de-Montréal[14]. Il a donné son nom à l'arrondissement de Verdun.

Les arrière-fiefs n'étaient pas visés par les mécanismes de l'ordonnance de 1840 concernant la commutation des terres de la seigneurie de l'Île-de-Montréal, ces mécanismes ne visant que les tenanciers directs des Sulpiciens et non les tenanciers des seigneurs des arrière-fiefs. Des lois particulières rendirent applicables aux arrière-fiefs les principes de la loi générale de 1854 sur l'abolition du régime seigneurial.